# Хуторское сельское поселение (Орловская область)
Хуторское сельское поселение  — муниципальное образование в Болховском районе Орловской области России.
Создано в 2004 году в границах одноимённого сельсовета.
Административный центр — село Середичи.

## География
Расположено в северо-западной части района, к северо-западу от города Болхова.

## Население
| 2010 | 2012 | 2013 | 2014 | 2015 | 2016 | 2017 |
| ---- | ---- | ---- | ---- | ---- | ---- | ---- |
| 190  | ↘179 | ↗187 | ↘183 | ↘179 | ↘172 | ↘165 |
| 2018 | 2019 | 2020 | 2021 | 2023 |      |      |
| ↘156 | ↘151 | ↘150 | ↘117 | →117 |      |      |

## Населённые пункты
В сельское поселение входят 6 населённых пунктов:
| № | Населённый пункт | Тип     | Население (чел.) |
| - | ---------------- | ------- | ---------------- |
| 1 | Верхняя Радомка  | деревня | 0                |
| 2 | Нижняя Радомка   | деревня | 7                |
| 3 | Рогозина         | деревня | 0                |
| 4 | Середичи         | село    | ↘156             |
| 5 | Снегирёва        | деревня | 5                |
| 6 | Хутор            | деревня | 22               |